# Larry Hagman
Larry Martin Hagman [ˈlæri ˈmɑːtɪn ˈhægmən] (Fort Worth, Texas, 1931. szeptember 21. – Dallas, Texas, 2012. november 23.) amerikai színész, filmrendező, producer. A magyar közönség elsősorban a Dallas című televíziós sorozatból ismerheti.

## Életpályája
Larry Martin Hagman néven született. Édesanyja, Mary Martin (1913-1990) színésznő volt a Broadway-en, édesapja, Benjamin Jack Hagman (1908-1965) ügyvéd, később kerületi ügyész volt. Ötéves korában szülei elváltak és a továbbiakban a nagymamájánál élt Texasban és Kaliforniában.
1938-ban édesanyja a Paramounthoz szerződött és alkalmanként őt is szerepeltette. 1940-ben édesanyja hozzáment Richard Hallidayhez és megszületett Larry húga, Heller. A szigorú Black-Foxe Military Instituteban tanult, majd amikor anyja visszament a karrierje miatt New Yorkba, Hagman visszatért a nagymamájához Kaliforniába. Amikor nagyanyja meghalt, Hagman édesanyjához költözött New Yorkba. 1946-ban visszaköltözött Weatherford-ba, a szülővárosába és ott egy rancson dolgozott az apja egyik barátjának vállalatánál. A Weatherford High nevű iskolába járt, egy dráma osztályban, ahol beleszeretett a színpadba. Így kezdte színházi színészként a karrierjét.
Tehetséges volt és a helyi előadásokon kis szerepei voltak, majd 1949-ben elvégezte a középiskolát és édesanyja azt ajánlotta, hogy a színészet legyen a szakmája.
Dallasban kezdett dolgozni, mint produkciós asszisztens és Margo Jones színházában kisebb szerepeket vállalt. 1950-ben miközben egy év szünetet tartott a Bard College-ben. Később szerepelt a A makrancos hölgy című komédiában New Yorkban a Broadway-n, majd számos musicalben, a  St. John Terrell's Music Circus-ban  St. Petersburgban és Lamberville-ben.
1952-ben a koreai háborúban besorozták az amerikai légierőhöz. Katonai szolgálatát főként azzal töltötte, hogy az Egyesült Királyságban és más európai bázisokon szolgáló amerikai katonákat szórakoztatta.
1956-ban leszerelt és visszatért New Yorkba. Az Off-Broadway-n William Saroyan „Once Around the Block” című darabjában, majd James Lee „Career” című színművében szerepelt. 1958-ban mutatkozott be a Bradway-n a „Comes a day” című darabban, majd négy másik műben is szerepet kapott.
Bár sikeres volt, anyja sikere háttérbe szorította. Ő általa kapott főszerepet a Peter Pan című TV produkcióban. Larry 1958-ban játszott a Broadway-n a Comes a Day-vel és utána még négy előadásban.[forrás?]
Később megjelent számos élő televíziós programban. 1958-ban csatlakozott Barbara Bain-hez egy rövid kalandos drámaszériában a Harbourmaster-ben, ahol a főszereplő Barry Sullivan volt. 1961-ben csatlakozott a The Edge of Night szereplőgárdájához, Ed Gibsont alakítva két évig. 1964-ben játszott az Ensign Pulver című filmben az addig ismeretlen és fiatal Jack Nicholson-nal. A következő évben a Fail-Safe-ben tűnt fel Henry Fondával.
Később filmszerepekre is szerződött. Első híres szerepét az 1965 és 1970 között futott Jeannie, a háziszellem (I Dream of Jeannie) című filmsorozatban kapta, melyben egy űrhajóst alakított. Világhírűvé a Dallas című sorozat főszereplőjeként vált.

## Magánélete és halála
Feleségével, a svéd származású divattervező Maj Axelsonnal 1954-től haláláig élt házasságban, két gyermekük született: Heidi Kristina (1958) és Preston (1962). Tévesen úgy vélik sokan, hogy súlyos alkoholizmustól szenvedett[forrás?], valójában sosem itta le magát a teljes részegségig, elmondása szerint csak annyit, hogy az alkoholtól hangulatba jöjjön, ennek ellenére sosem volt részeg. Ez a fajta ivás azonban rosszul hatott a májára, 1995-ben májátültetésen esett át, 2003-ban új májának egy részét eltávolították. 2002-ben magánprogram keretében Budapesten járt, ahol ellátogatott a Hungarotransplant központjába.
Már ezt megelőzően is járt Magyarországon, a Friderikusz Show 1993. március 4-i adásának sztárvendégje volt.
Az 1980-as években magánvagyonából befektetett az olajszakmába, de milliókat vesztett vele. Támogatta a napenergia mint megújuló erőforrás hasznosítását, környezetvédőként is tevékenykedett. Egy dallasi kórházban, rákban hunyt el, 81 évesen. Halálát akut mieloid leukémia szövődményei okozták.
Hollywoodban számos színésztársa emlékezett meg róla. Patrick Duffy és Linda Gray is úgy fogalmaztak: Hagman az egyik legjobb barátjuk volt, akivel nagyon jó személyes kapcsolatot is ápoltak.

## Emlékezete
2019. február 17-én kezdte meg adását a TV2 Média Csoport Zrt. klasszikus sorozatokat sugárzó csatornája, a Jocky TV, melynek névadója a Dallas című sorozatban általa megformált Jockey Ewing.

## Filmográfia

### Film
| Év   | Magyar cím              | Eredeti cím             | Szerep                           | Magyar hang      |
| ---- | ----------------------- | ----------------------- | -------------------------------- | ---------------- |
| 1964 |                         | The Cavern              | Wilson százados                  |                  |
| 1964 |                         | Ensign Pulver           | Billings                         |                  |
| 1964 | Bombabiztos             | Fail Safe               | Buck                             |                  |
| 1965 | Szemben az árral        | In Harm's Way           | Cline hadnagy                    |                  |
| 1966 | A csoport               | The Group               | Harald Peterson                  | Bozsó Péter      |
| 1970 |                         | Up in the Cellar        | Maurice Camber                   |                  |
| 1971 | A bérmunkás             | The Hired Hand          | seriff (stáblistán nem szerepel) |                  |
| 1972 |                         | Beware! The Blob        | fiatal hobó                      |                  |
| 1973 | Antonio                 | Antonio                 | Mark Hunter                      | Baranyi Péter    |
| 1974 | A macskás öregúr        | Harry and Tonto         | Eddie                            |                  |
| 1974 | Csillagpor              | Stardust                | Porter Lee Austin                | Kránitz Lajos    |
| 1976 | Anyuci, Balfék és Spuri | Mother, Jugs & Speed    | Murdoch                          | Kránitz Lajos    |
| 1976 | Anyuci, Balfék és Spuri | Mother, Jugs & Speed    | Murdoch                          | Berzsenyi Zoltán |
| 1976 | A nagy busz             | The Big Bus             | doktor a parkolóban              | Kránitz Lajos    |
| 1976 | A sas leszállt          | The Eagle Has Landed    | Clarence E. Pitts ezredes        | Tolnai Miklós    |
| 1976 | A sas leszállt          | The Eagle Has Landed    | Clarence E. Pitts ezredes        | Kránitz Lajos    |
| 1977 |                         | Checkered Flag or Crash | Bo Cochran                       |                  |
| 1978 | Superman                | Superman                | őrnagy                           | Kárpáti Tibor    |
| 1978 | Superman                | Superman                | őrnagy                           | Kránitz Lajos    |
| 1978 | Superman                | Superman                | őrnagy                           | Bartók László    |
| 1981 |                         | S.O.B.                  | Dick Benson                      |                  |
| 1981 | Élveboncolás            | Jag rodnar              | Larry Hagman                     |                  |
| 1995 | Nixon                   | Nixon                   | Jack Jones                       | Kránitz Lajos    |
| 1998 | A nemzet színe-java     | Primary Colors          | Fred Picker kormányzó            | Kránitz Lajos    |
| 2008 |                         | Fuel (dokumentumfilm)   | önmaga                           |                  |
| 2011 |                         | The Flight of the Swan  | elnök                            |                  |

### Televízió

#### Tévéfilm
| Év   | Magyar cím                    | Eredeti cím                                  | Szerep                      | Magyar hang   |
| ---- | ----------------------------- | -------------------------------------------- | --------------------------- | ------------- |
| 1958 |                               | The Outcasts of Poker Flat                   | Tom                         |               |
| 1963 |                               | The Silver Burro                             | ismeretlen szerep           |               |
| 1969 |                               | Three's a Crowd                              | Jim Carson                  |               |
| 1971 |                               | A Howling in the Woods                       | Eddie Crocker               |               |
| 1972 |                               | Getting Away from It All                     | Fred Clark                  |               |
| 1972 | Hová fussak?                  | No Place to Run                              | Jay Fox                     | Juhász Jácint |
| 1973 |                               | Applause                                     | Bill Sampson                |               |
| 1973 | Bizalmi állásban              | The Alpha Caper                              | Tudor                       | Láng József   |
| 1973 |                               | Blood Sport                                  | Marshall edző               |               |
| 1973 |                               | What Are Best Friends For?                   | Frank Ross                  |               |
| 1974 |                               | Sidekicks                                    | Quince Drew                 |               |
| 1974 | Hurrikán                      | Hurricane                                    | Paul Damon                  | Konrád Antal  |
| 1974 |                               | The Toy Game                                 | őrnagy                      |               |
| 1975 |                               | Sarah T. – Portrait of a Teenage Alcoholic   | Jerry Travis                |               |
| 1976 |                               | The Return of the World's Greatest Detective | Sherman Holmes              |               |
| 1977 | A bensőséges idegen           | Intimate Strangers                           | Mort Burns                  |               |
| 1978 |                               | The President's Mistress                     | Ed Murphy                   |               |
| 1978 |                               | Last of the Good Guys                        | Frank O'Malley őrmester     |               |
| 1978 |                               | A Double Life                                | Doyle Rettig                |               |
| 1982 |                               | Deadly Encounter                             | Sam                         |               |
| 1986 | Dallas: Ahogy kezdődött       | Dallas: The Early Years                      | Jockey Ewing                | Kránitz Lajos |
| 1986 | A világ leggazdagabb macskája | The Richest Cat in the World                 | Leo Kohlmeyer (hangja)      | Papp János    |
| 1993 | Adós, fizess!                 | Staying Afloat                               | Alexander Hollingsworth III | Kránitz Lajos |
| 1996 | Dallas: Jockey visszatér      | Dallas: J.R. Returns                         | Jockey Ewing                | Kránitz Lajos |
| 1997 | Harmadik iker                 | The Third Twin                               | Berrington Jones            | Kránitz Lajos |
| 1998 |                               | Dallas: War of the Ewings                    | Jockey Ewing                | Kránitz Lajos |

#### Sorozat

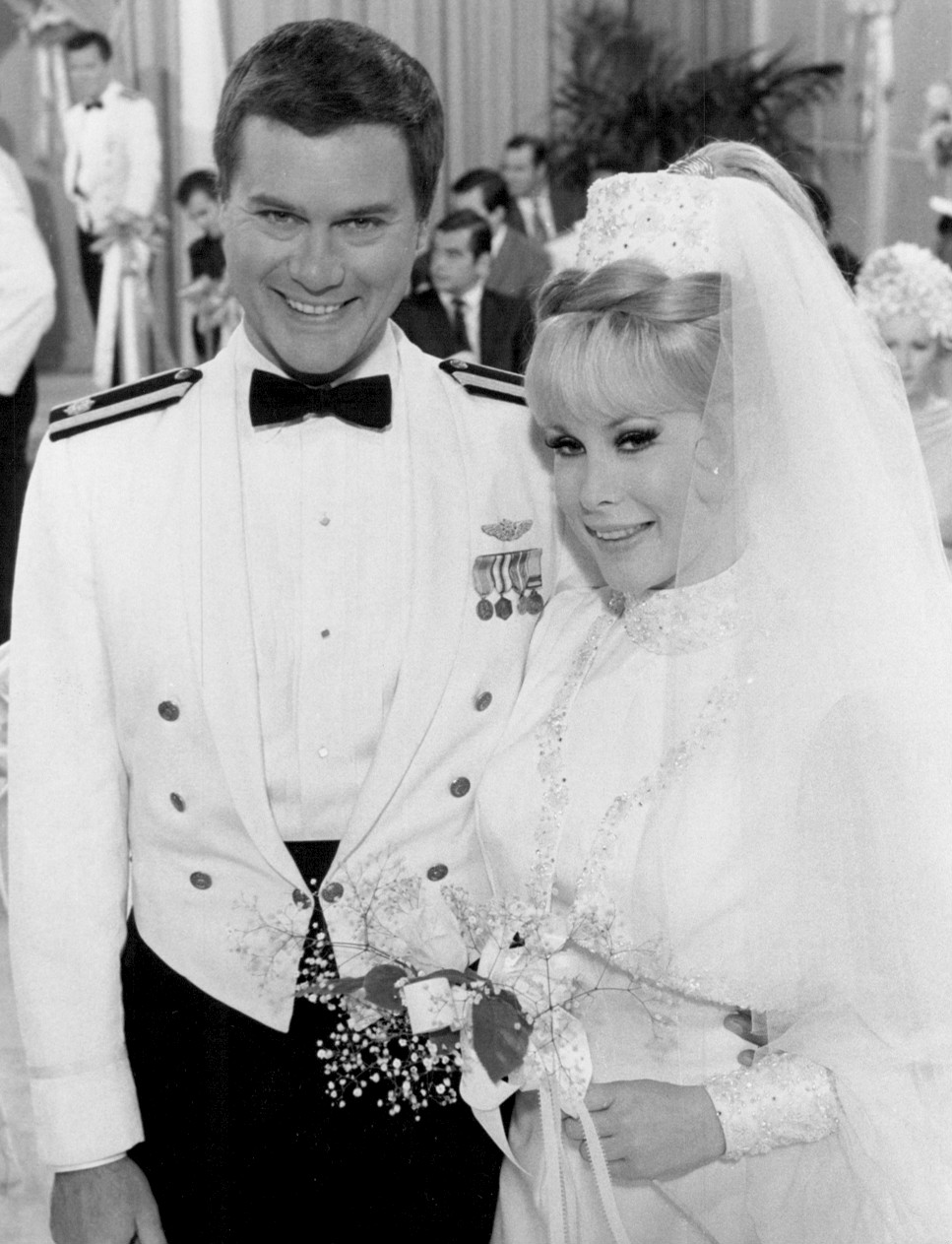
Hagman és Barbara Eden a Jeannie, a háziszellem című sorozatban (1969)

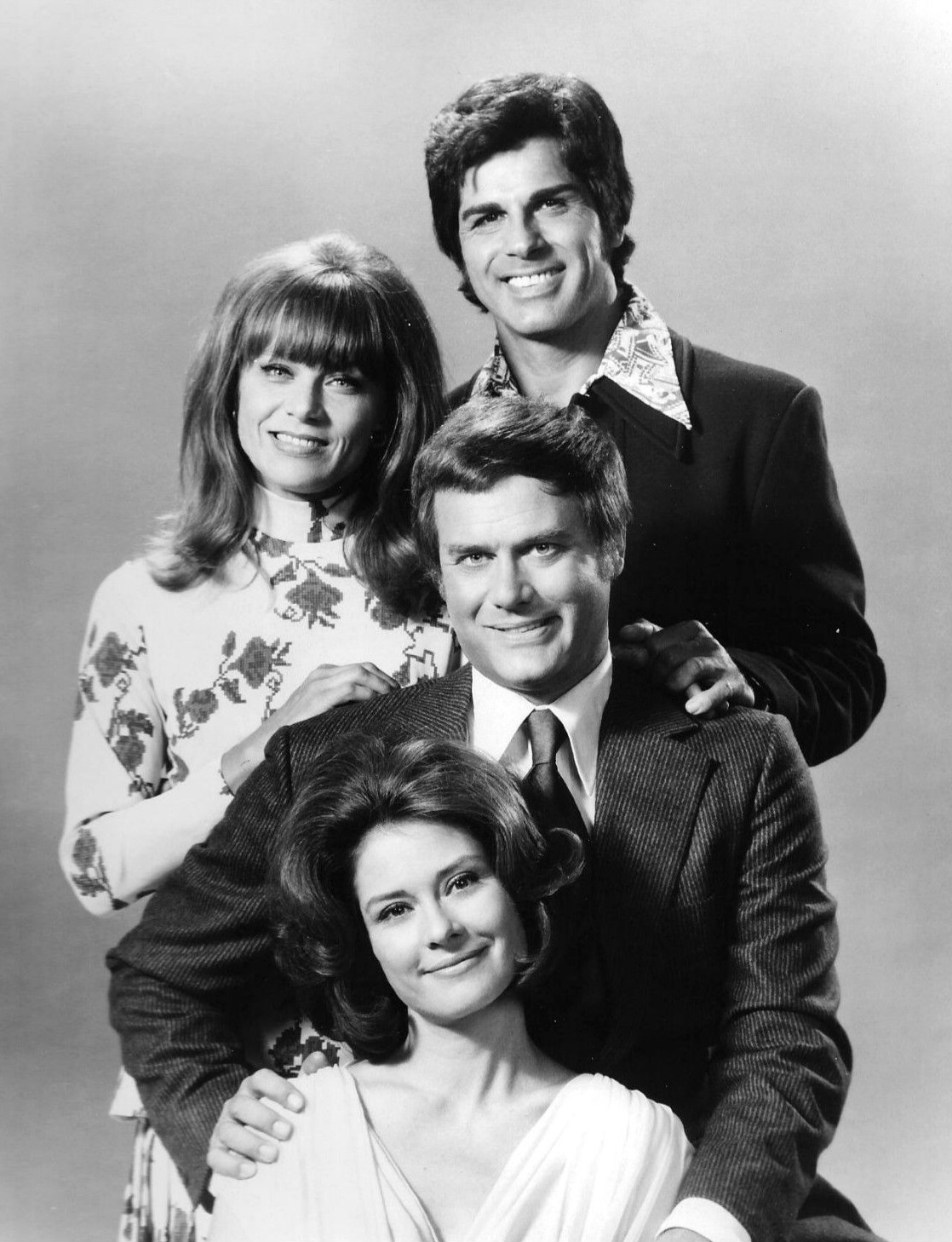
Dick Gautier, Nita Talbot, Hagman és Diane Baker az 1973-as Here We Go Again című sorozat szereplőiként

| Év        | Magyar cím                      | Eredeti cím                             | Szerep                                     | Megjegyzések                                               |
| --------- | ------------------------------- | --------------------------------------- | ------------------------------------------ | ---------------------------------------------------------- |
| 1957      |                                 | West Point                              | Vic                                        | 2 epizód                                                   |
| 1957      |                                 | Goodyear Television Playhouse           | Peter                                      | 1 epizód                                                   |
| 1958      |                                 | Decoy                                   | Kenneth Davidson                           | 1 epizód                                                   |
| 1958      |                                 | Sea Hunt                                | Johnny Greco / Elliot Conway / Alex Kouras | 3 epizód                                                   |
| 1960      |                                 | The Play of the Week                    | Joe Smith                                  | 1 epizód                                                   |
| 1961      |                                 | The Edge of Night                       | Ed Gibson                                  | 7 epizód                                                   |
| 1964      |                                 | The Rogues                              | Mark Fleming                               | 2 epizód                                                   |
| 1965–1970 | Jeannie, a háziszellem          | I Dream of Jeannie                      | Anthony Nelson őrnagy / egyéb szereplők    | 139 epizód                                                 |
| 1970      |                                 | Night Gallery                           | Cedric Acton                               | 1 epizód                                                   |
| 1971–1972 |                                 | The Good Life                           | Albert Miller                              | 15 epizód                                                  |
| 1973      |                                 | Here We Go Again                        | Richard Evans                              | 13 epizód                                                  |
| 1974      |                                 | Police Woman                            | Tony Bonner                                | 1 epizód                                                   |
| 1975      |                                 | Ellery Queen                            | Paul Gardner                               | 1 epizód                                                   |
| 1975      | San Francisco utcáin            | The Streets of San Francisco            | Terry Vine                                 | 1 epizód                                                   |
| 1975      |                                 | Barnaby Jones                           | Dr. Frank Rickers                          | 1 epizód                                                   |
| 1977      |                                 | The Rhinemann Exchange                  | Edmund Pace ezredes                        | minisorozat (1 epizód)                                     |
| 1977      | Rockford nyomoz                 | The Rockford Files                      | Richard Lessing                            | 1 epizód                                                   |
| 1978–1991 | Dallas                          | Dallas                                  | Jockey Ewing                               | - főszereplő (356 epizód) - magyar hangja: - Kránitz Lajos |
| 1980–1982 |                                 | Knots Landing                           | Jockey Ewing                               | 5 epizód                                                   |
| 1991      |                                 | Ein Schloß am Wörthersee                | önmaga                                     | 1 epizód                                                   |
| 1997      |                                 | Orleans                                 | Luther Charbonnet bíró                     | 8 epizód                                                   |
| 2004      | Dallas: Visszatérés Southforkba | Dallas Reunion: The Return to Southfork | önmaga / Jockey Ewing                      | - különkiadás - magyar hangja: - Papp János                |
| 2006      | Kés/Alatt                       | Nip/Tuck                                | Burt Landau                                | 5 epizód                                                   |
| 2006      |                                 | Lindenstraße                            | önmaga                                     | 1 epizód                                                   |
| 2006      | A Simpson család                | The Simpsons                            | Wallace Brady (hangja)                     | 1 epizód                                                   |
| 2009      |                                 | Somos cómplices                         | Richard Slater                             | 2 epizód                                                   |
| 2010      | Született feleségek             | Desperate Housewives                    | Frank Kaminsky                             | 2 epizód                                                   |
| 2010      | Álomhajó                        | Das Traumschiff                         | Larry Hagman                               | 1 epizód                                                   |
| 2012–2013 | Dallas                          | Dallas                                  | Jockey Ewing                               | 17 epizód                                                  |

## Kötete magyarul
- Helló, drágám!; ford. Kamper Gergely; Kalandor, Bp., 2002 (Világsztárok)

## További információ
- Hivatalos oldal
- Larry Hagman a PORT.hu-n (magyarul)
- Larry Hagman az Internetes Szinkronadatbázisban (magyarul)
- Larry Hagman az Internet Movie Database-ben (angolul)
- Larry Hagman a Rotten Tomatoeson (angolul)
- ↑ IBdB:  Larry Hagman az Internet Broadway Database honlapján